# Back on the Dancefloor
Back on the Dancefloor è il sesto album del gruppo euro-dance Cascada. È stato pubblicato il 13 aprile 2012. Il CD è stato anticipato dai singoli Summer of Love uscito il 30 marzo con il relativo videoclip in Germania.

## Tracce
1. Summer of Love (Video Edit)
2. Evacuate the Dancefloor (Radio Edit)
3. Everytime We Touch (Radio Edit)
4. Miracle (Radio Mix)
5. What Hurts the Most (Radio Mix)
6. San Francisco
7. Because the Night
8. Truly Madly Deeply
9. Fever
10. Pyromania (Radio Edit)
11. Dangerous (Radio Edit)
12. Night Nurse
13. Perfect Day
14. A Neverending Dream (Radio Mix)
15. Au Revoir (Radio Edit)